# Liste der Baudenkmale in Jabel
In der Liste der Baudenkmale in Jabel sind alle denkmalgeschützten Bauten der Gemeinde Jabel (Mecklenburg-Vorpommern) und ihrer Ortsteile aufgelistet. Grundlage ist die Veröffentlichung der Denkmalliste des Landkreises Mecklenburgische Seenplatte (Auszug) vom 20. Januar 2017.

## Baudenkmale nach Ortsteilen

### Jabel
| ID  | Lage                          | Bezeichnung                    | Beschreibung | Bild                     |
| --- | ----------------------------- | ------------------------------ | ------------ | ------------------------ |
| 230 | An der Lindenstraße           | Schmiede                       |              |                          |
| 227 | Hoher Damm 27                 | Bahnhofempfangsgebäude         |              | Bahnhofempfangsgebäude   |
| 228 | Ringstraße (Karte)            | Kirche mit                     |              | Weitere Bilder           |
| 228 | Ringstraße                    | Friedhofsmauer aus Feldsteinen |              |                          |
| 228 | Ringstraße                    | Friedhof                       |              |                          |
| 229 | Ringstraße (auf dem Friedhof) | Kriegerdenkmal 1914/1918       |              | Kriegerdenkmal 1914/1918 |
| 231 | Ringstraße 10A                | Pfarrhaus mit                  |              |                          |
| 231 | Ringstraße 10                 | Scheune                        |              |                          |
| 231 | Ringstraße 10A                | Schmiede                       |              |                          |

### Loppin
| ID  | Lage   | Bezeichnung           | Beschreibung | Bild |
| --- | ------ | --------------------- | ------------ | ---- |
| 561 | Flur 8 | 4 Waldgründungssteine |              |      |

## Quelle
- Karte der Baudenkmale im Geoportal des Landkreises